# Gioco elettronico

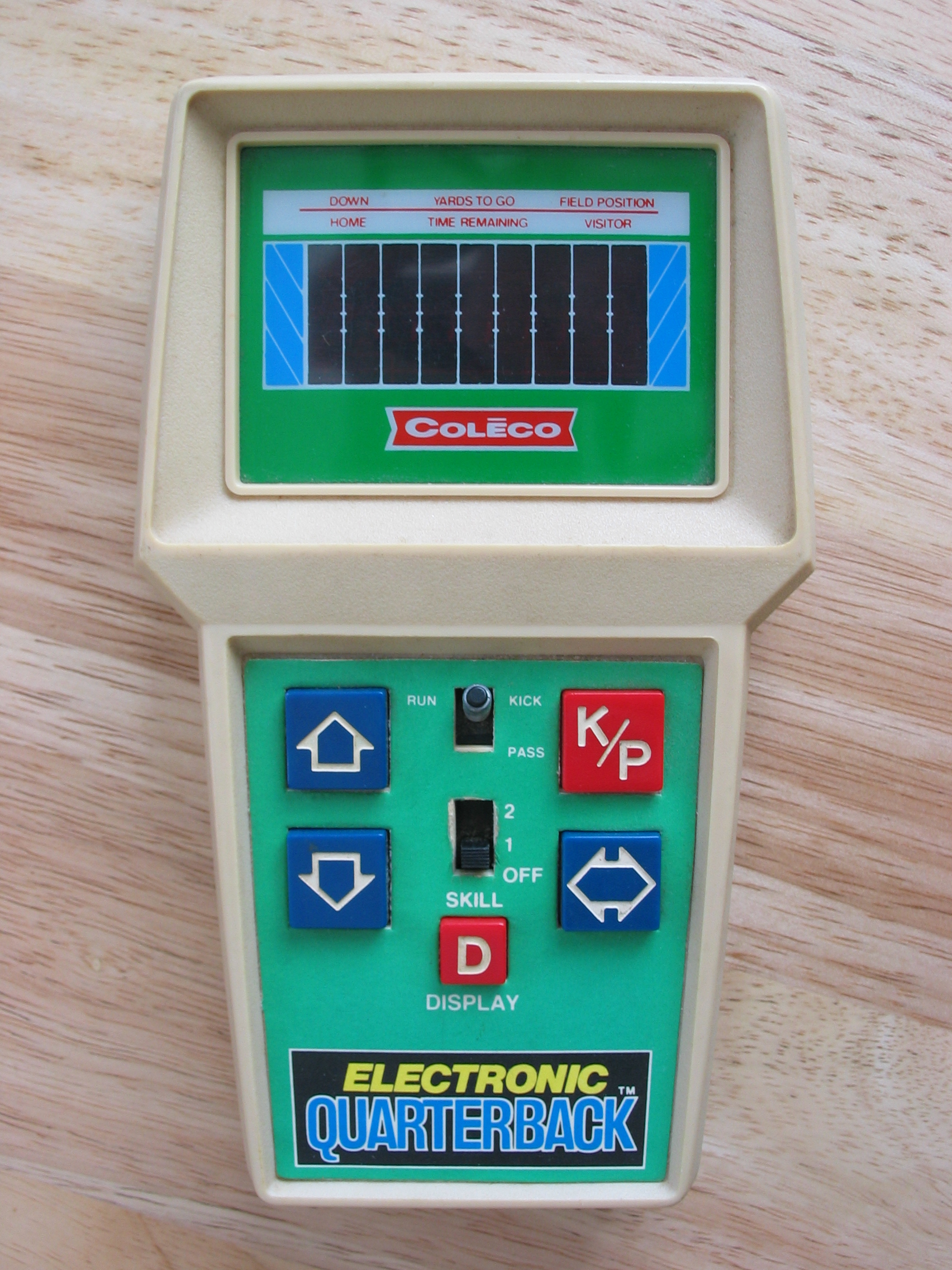
Electronic Quarterback della Coleco (1978), portatile

Un gioco elettronico è un apparecchio basato sull'elaborazione elettronica di dati e dedicato all'intrattenimento ludico. In particolare si tratta di un videogioco quando è basato su immagini animate su uno schermo. Altrimenti, per interagire con il giocatore può fare uso di LED, display VFD, altoparlanti, parti mobili, ecc.
Caratteristica tipica del gioco elettronico, che lo distingue in particolare dal gioco tradizionale infantile, è l'assenza di fisicità corporea; al giocatore è richiesta soltanto abilità nelle decisioni e nel controllo degli input del dispositivo, generalmente pulsanti o joystick, in risposta agli stimoli visivi e sonori generati dall'elettronica.
I primi giochi elettronici, all'inizio puramente elettromeccanici, furono i flipper e le slot machine, diffusi in massa a partire dagli anni 1950. Oggigiorno, data la grande diffusione di dispositivi dotati di schermo (computer, console, cellulari), i giochi elettronici sono principalmente videogiochi e le due espressioni vengono a volte considerate sinonimi.

## Giochi portatili

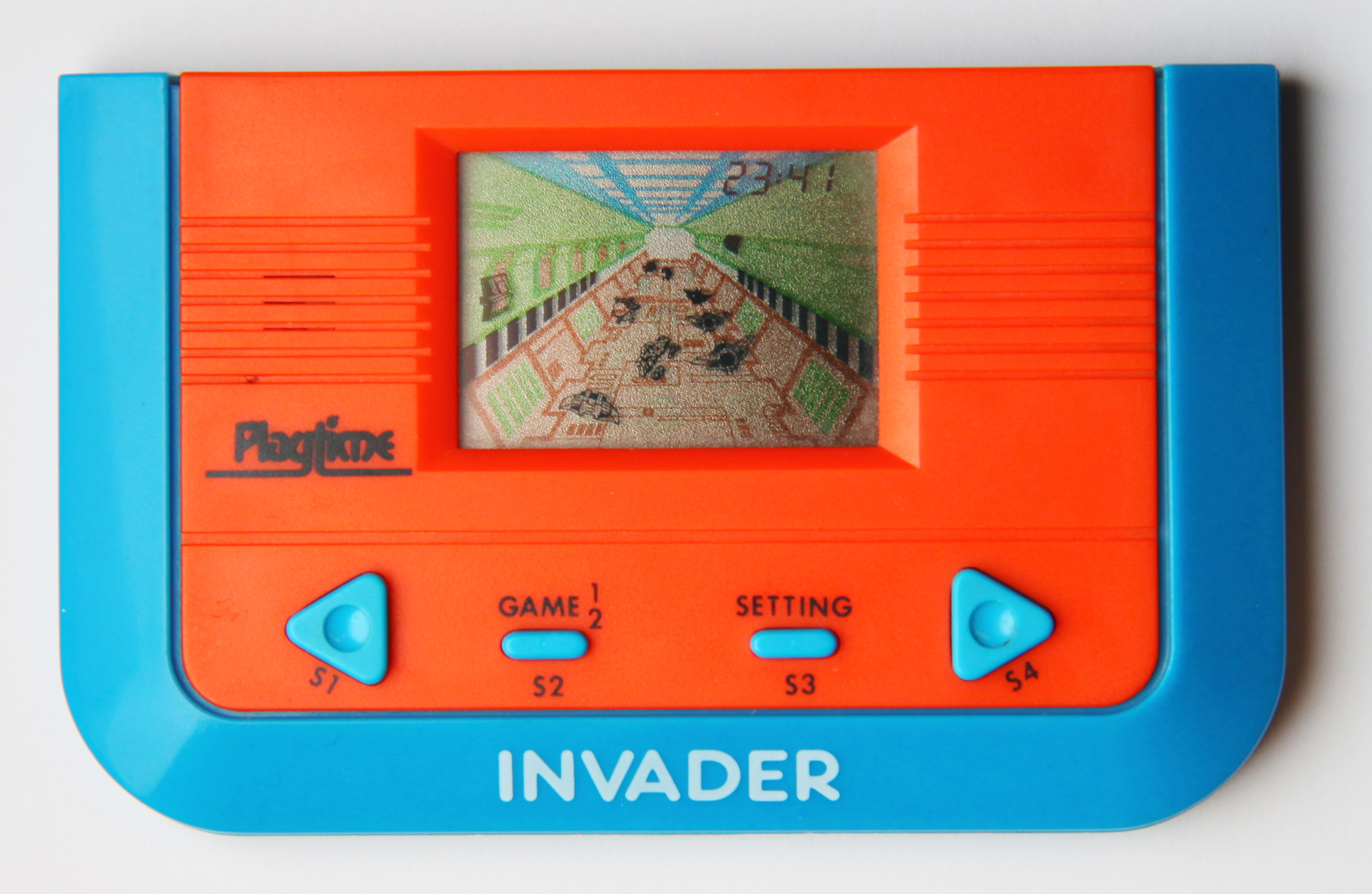
Invader (1987 circa), un gioco portatile LCD con orologio-sveglia

I giochi elettronici portatili (anche detti hand-held in inglese) cominciarono a diffondersi alla fine degli anni '70. Tra i primi esempi di rilievo ci sono Mattel Auto Race (1976, ritenuto il primo gioco portatile completamente digitale), Merlin (1978), la console Microvision (1979).
Negli anni '80 trovarono molta diffusione giochi sottili e leggeri basati su schermo integrato LCD, ma senza definizione in pixel; l'azione viene rappresentata tramite piccole figure monocrome, nere o grigio-blu, che possono solo apparire o scomparire in alcune posizioni predefinite. Spesso ci sono decorazioni colorate stampate sopra o sotto lo schermo ed è presente un basilare audio. I giochi sono semplici e basati sui riflessi rapidi; molti sono regolabili in modalità A o B che corrispondono a due difficoltà. L'apparecchio ha consumi minimi e di solito ha anche la funzione di orologio e sveglia.
Tra i maggiori produttori ci furono Nintendo (nota per la linea Game & Watch, 1980-1991), Polistil (linea Time & Fun o Schiacciapensieri), Bandai (linea LCD Solarpower a energia solare), Casio, Epoch, Tomy, Tiger Electronics (che arrivò a realizzarne fino ai primi anni 2000).
Il nome "schiacciapensieri", sebbene sia quello commerciale della linea Polistil, in italiano divenne anche per antonomasia il nome di questo genere di giochi.
I dispositivi dedicati a un solo gioco sono stati poi ampiamente superati dalle console portatili e successivamente dai videogiochi per cellulare.

## Giochi da tavolo

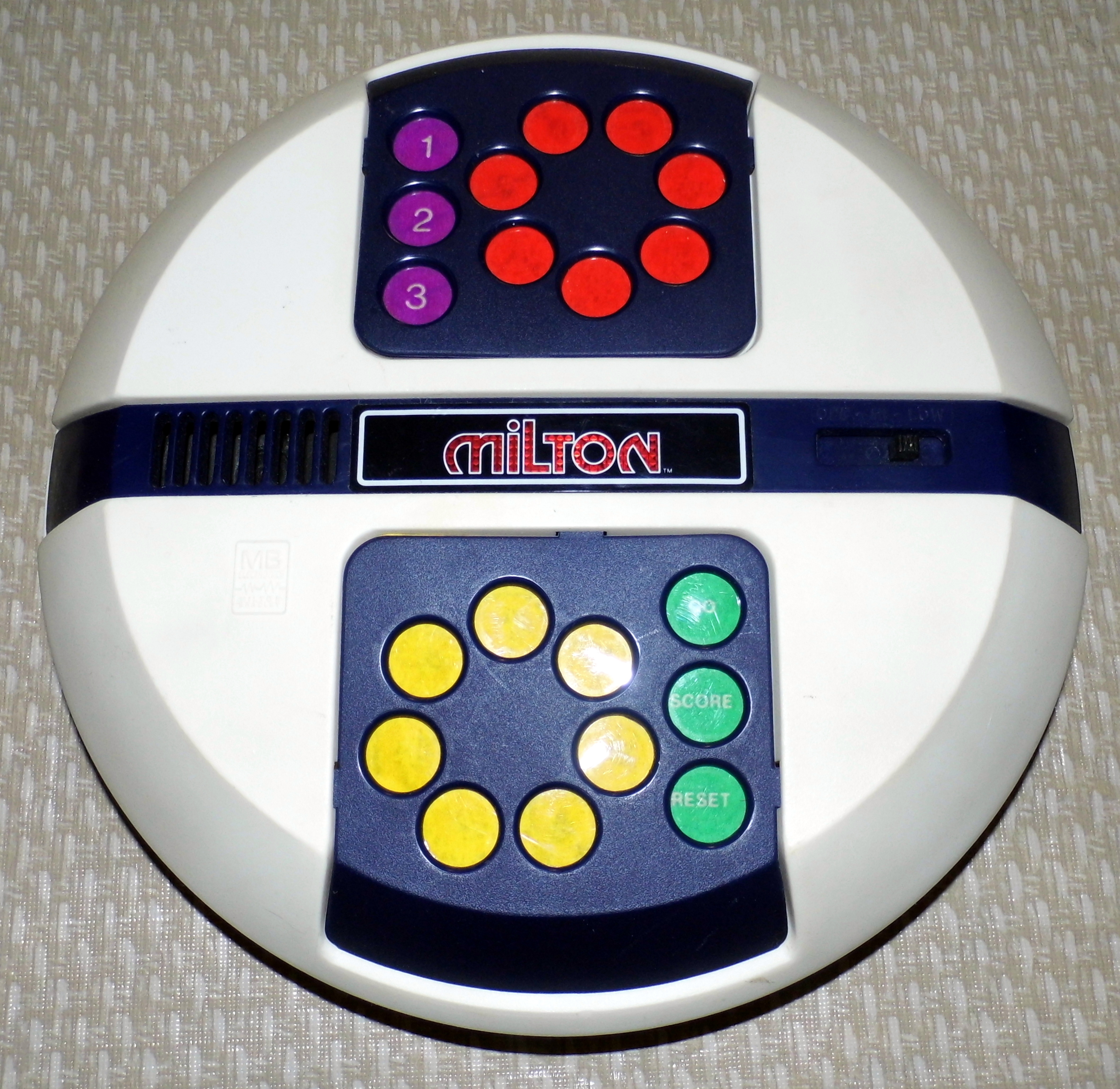
Milton Electronic Talking Game della MB (1980 circa), da tavolo

I giochi elettronici da tavolo (tabletop), identici per concezione ai giochi elettronici portatili, sono più grandi e pensati per essere utilizzati appoggiati a un tavolo, e non di rado sono dedicati a sfide tra più giocatori. I tabletop ebbero grande successo nella seconda metà degli anni '70 e la prima degli anni '80, per poi declinare con l'affermarsi dei videogiochi casalinghi. Tra i maggiori produttori di simili apparecchi vi furono Coleco, Nintendo, Milton-Bradley, Tomy.
Queste unità spesso avevano l'aspetto di piccoli cabinati da sala giochi, cosa che aumentava l'appetibilità degli stessi tra il pubblico che ambiva a possedere un cabinato vero. Non mancano esempi di usi diversi dal videogioco, fra i quali si possono citare il celebre gioco musicale Simon della Milton Bradley, nonché i numerosi flipper elettronici. Anche alcuni giochi educativi sono elettronici, come ad esempio il Sapientino prodotto dalla Clementoni.

## Giochi pubblici

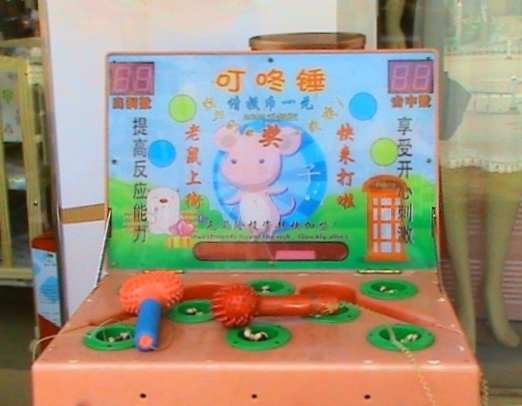
Macchina "acchiappa la talpa" in Cina

Come i già citati flipper e slot machine, i giochi elettronici includono anche macchine a disposizione del pubblico, ad esempio nelle sale giochi, generalmente funzionanti in modo automatico a gettoni. Altri esempi includono videogiochi arcade, video poker, pesca meccanica, acchiappa la talpa (il giocatore deve colpire con un mazzuolo di gomma i bersagli che spuntano fuori dalla macchina), macchine da pallacanestro (il giocatore deve lanciare palloni in un canestro, la macchina conteggia i tiri e il punteggio).